# Слобозія-Конакі (комуна)
Слобозія-Конакі (рум. Slobozia Conachi) — комуна у повіті Галац в Румунії. До складу комуни входять такі села (дані про населення за 2002 рік):
- Ізвоареле (1069 осіб)
- Слобозія-Конакі (3382 особи)

Комуна розташована на відстані 183 км на північний схід від Бухареста, 26 км на північний захід від Галаца.

## Населення
За даними перепису населення 2002 року у комуні проживали 7329 осіб.
Національний склад населення комуни:
| Національність | Кількість осіб | Відсоток |
| -------------- | -------------- | -------- |
| румуни         | 7313           | 99,8%    |
| цигани         | 16             | 0,2%     |

Рідною мовою назвали:
| Мова      | Кількість осіб | Відсоток |
| --------- | -------------- | -------- |
| румунська | 7313           | 99,8%    |
| циганська | 16             | 0,2%     |

Склад населення комуни за віросповіданням:
| Релігія        | Кількість осіб | Відсоток |
| -------------- | -------------- | -------- |
| православні    | 7203           | 98,3%    |
| адвентисти     | 79             | 1,1%     |
| п'ятдесятники  | 45             | 0,6%     |
| римо-католики  | 1              | < 0,1%   |
| греко-католики | 1              | < 0,1%   |